# Пучишћа
Пучишћа су насељено место и седиште општине у Сплитско-далматинској жупанији, на острву Брачу, Република Хрватска.

## Историја
До територијалне реорганизације у Хрватској налазила се у саставу старе општине Брач.

## Становништво
На попису становништва 2011. године, општина Пучишћа је имала 2.171 становника, од чега у самим Пучишћима 1.529.

### Општина Пучишћа
| Број становника по пописима | Број становника по пописима | Број становника по пописима | Број становника по пописима | Број становника по пописима | Број становника по пописима | Број становника по пописима | Број становника по пописима | Број становника по пописима | Број становника по пописима | Број становника по пописима | Број становника по пописима | Број становника по пописима | Број становника по пописима | Број становника по пописима | Број становника по пописима |
| --------------------------- | --------------------------- | --------------------------- | --------------------------- | --------------------------- | --------------------------- | --------------------------- | --------------------------- | --------------------------- | --------------------------- | --------------------------- | --------------------------- | --------------------------- | --------------------------- | --------------------------- | --------------------------- |
| 1857                        | 1869                        | 1880                        | 1890                        | 1900                        | 1910                        | 1921                        | 1931                        | 1948                        | 1953                        | 1961                        | 1971                        | 1981                        | 1991                        | 2001                        | 2011                        |
| 1.978                       | 2.433                       | 2.720                       | 3.387                       | 3.620                       | 3.616                       | 3.068                       | 2.861                       | 2.461                       | 2.599                       | 2.566                       | 2.354                       | 2.397                       | 2.393                       | 2.224                       | 2.171                       |

Напомена: Настала из старе општине Брач.

### Пучишћа (насељено место)
| Број становника по пописима | Број становника по пописима | Број становника по пописима | Број становника по пописима | Број становника по пописима | Број становника по пописима | Број становника по пописима | Број становника по пописима | Број становника по пописима | Број становника по пописима | Број становника по пописима | Број становника по пописима | Број становника по пописима | Број становника по пописима | Број становника по пописима | Број становника по пописима |
| --------------------------- | --------------------------- | --------------------------- | --------------------------- | --------------------------- | --------------------------- | --------------------------- | --------------------------- | --------------------------- | --------------------------- | --------------------------- | --------------------------- | --------------------------- | --------------------------- | --------------------------- | --------------------------- |
| 1857                        | 1869                        | 1880                        | 1890                        | 1900                        | 1910                        | 1921                        | 1931                        | 1948                        | 1953                        | 1961                        | 1971                        | 1981                        | 1991                        | 2001                        | 2011                        |
| 1.218                       | 1.526                       | 1.722                       | 2.169                       | 2.290                       | 2.297                       | 3.068                       | 1.815                       | 1.587                       | 1.684                       | 1.663                       | 1.588                       | 1.706                       | 1.706                       | 1.602                       | 1.529                       |

Напомена: До 1981. исказивано под именом Пучишће. У 1921. садржи податке за насеља Горњи Хумац и Пражница.

### Попис1991.
На попису становништва 1991. године, насељено место Пучишћа је имало 1.706 становника, следећег националног састава:
| Попис 1991.‍   | Попис 1991.‍  | Попис 1991.‍ | Попис 1991.‍ | Попис 1991.‍ |
| ------------- | ------------ | ----------- | ----------- | ----------- |
|               |              |             |             |             |
| Хрвати        | Хрвати       |             | 1.650       | 96,71%      |
| Југословени   | Југословени  |             | 15          | 0,87%       |
| Срби          | Срби         |             | 4           | 0,23%       |
| Мађари        | Мађари       |             | 3           | 0,17%       |
| Словенци      | Словенци     |             | 3           | 0,17%       |
| Немци         | Немци        |             | 2           | 0,11%       |
| Албанци       | Албанци      |             | 1           | 0,05%       |
| Македонци     | Македонци    |             | 1           | 0,05%       |
| неопредељени  | неопредељени |             | 6           | 0,35%       |
| регион. опр.  | регион. опр. |             | 14          | 0,82%       |
| непознато     | непознато    |             | 7           | 0,41%       |
| укупно: 1.706 |              |             |             |             |